# Jablanica (Boljevac)
Jablanica (Servisch cyrillisch Јабланица) is een plaats in de Servische gemeente Boljevac. De plaats telt 435 inwoners (2002).